# Gu Yuan
Dans ce nom chinois, le nom de famille, Gu, précède le nom personnel.
Gu Yuan (née le 9 mai 1982) est une athlète chinoise, spécialiste du lancer du marteau, active de 1998 à 2006.

## Biographie
Son meilleur lancer est de 72,36 m à Padoue le 4 juillet 2004.
Médaille d'argent lors des 16es Championnats d'Asie à Incheon en 2005, elle avait participé aux Jeux olympiques à Athènes en 2004 (10e) et remporté l'épreuve du marteau à Manille lors des Championnats d'Asie 2003 et à Colombo en 2002 et dès ceux de 1998. 4e en finale des Championnats du monde à Paris Saint-Denis, elle remporte la finale de la Coupe du monde à Madrid en 2002.

### Palmarès
| Date | Compétition                | Lieu    | Résultat | Performance |
| ---- | -------------------------- | ------- | -------- | ----------- |
| 1998 | Championnats d'Asie        | Fukuoka | 1re      | 61,86 m     |
| 2002 | Championnats d'Asie        | Colombo | 1re      | 71,10 m     |
| 2002 | Coupe du monde des nations | Madrid  | 1re      | 70,75 m     |
| 2002 | Jeux asiatiques            | Busan   | 1re      | 70,49 m     |
| 2003 | Championnats du monde      | Paris   | 4e       | 70,77 m     |
| 2003 | Championnats d'Asie        | Manille | 1re      | 70,78 m     |
| 2004 | Jeux olympiques            | Athènes | 10e      | 69,76 m     |
| 2005 | Championnats d'Asie        | Incheon | 2e       | 63,89 m     |
| 2006 | Jeux asiatiques            | Busan   | 2e       | 65,13 m     |

### Records
| Épreuve           | Performance | Lieu   | Date           |
| ----------------- | ----------- | ------ | -------------- |
| Lancer du marteau | 72,36 m     | Padoue | 4 juillet 2004 |